# 静岡県信用農業協同組合連合会
静岡県信用農業協同組合連合会（しずおかけんしんようのうぎょうきょうどうくみあいれんごうかい）は、静岡県静岡市駿河区に本店を置く、静岡県内の農業協同組合の信用事業を統括する県域農協系金融機関であり、県内農業協同組合を会員とする。

## 概要
通称は「JA静岡県信連」または「JAバンク静岡」。統一金融機関コードは3021。主に法人顧客を中心としており、個人取引は殆どない。

## 沿革
- 1948年8月 - 設立。

## 店舗所在地
※：括弧内は店舗コード。
- 本店（001）/静岡県静岡市駿河区曲金三丁目8-1 静岡県農業会館内
- 浜松営業部（009）/静岡県浜松市中央区中央一丁目2-1

口座勘定のない富士営業部も存在する。